# Verrallina lankaensis
Verrallina lankaensis är en tvåvingeart som beskrevs av Stone och Knight 1958. Verrallina lankaensis ingår i släktet Verrallina och familjen stickmyggor.
Artens utbredningsområde är Sri Lanka. Inga underarter finns listade i Catalogue of Life.